# 2059
Cette page concerne l'année 2059  du calendrier grégorien.
L'année 2059 est une année commune qui commence un mercredi.
C'est la 2059e année de notre ère, la 59e année du IIIe millénaire et du XXIe siècle et la 10e année de la décennie 2050-2059.

## Autres calendriers
- Calendrier berbère : 3008 / 3009
- Calendrier hébraïque : 5819 / 5820
- Calendrier indien : 1980 / 1981
- Calendrier musulman : 1480 / 1481
- Calendrier persan : 1437 / 1438

## Événements prévisibles
- Fin de l'emprunt européen pour le plan de relance pour la crise de 2021[1].
- 5 novembre : Éclipse annulaire de Soleil passant dans le sud-ouest de la France, puis en Sardaigne et en Sicile, en Égypte, dans la corne de l'Afrique, traversant l'Océan Indien, et finissant à Sumatra.